# Jugoszlávia az 1980. évi nyári olimpiai játékokon
Jugoszlávia a szovjetunióbeli Moszkvában megrendezett 1980. évi nyári olimpiai játékok egyik részt vevő nemzete volt. Az országot az olimpián 17 sportágban 164 sportoló képviselte, akik összesen 9 érmet szereztek.

## Érmesek
| Érem  | Versenyző | Sportág    | Versenyszám            |
| ----- | --- | ---------- | ---------------------- |
| Arany | Nemzeti válogatott Mihovil Nakić-Vojnović Dragan Kićanović Branko Skroče Rajko Žižić Željko Jerkov Andro Knego Zoran Slavnić Ratko Radovanović Duje Krstulović Krešimir Ćosić Dražen Dalipagić Mirza Delibašić                                              | Kosárlabda | Férfi                  |
| Arany | Slobodan Kačar | Ökölvívás  | Félnehézsúly           |
| Ezüst | Zoran Pančić Milorad Stanulov | Evezés     | Férfi kétpárevezős     |
| Ezüst | Nemzeti válogatott Ana Titlić Slavica Jeremić Zorica Vojinović Radmila Drljača Katica Ileš Mirjana Ognjenović Svetlana Anastasovski-Obućina Rada Savić Svetlana Dašić-Kitić Mirjana Ðurica Biserka Višnjić Vesna Radović Jasna Kolar-Merdan Vesna Milošević | Kézilabda  | Női                    |
| Ezüst | Nemzeti válogatott Luka Vezilić Zoran Gopčević Damir Polić Ratko Rudić Zoran Mustur Zoran Roje Milivoj Bebić Slobodan Trifunović Boško Lozica Predrag Manojlović Milorad Krivokapić                                                                         | Vízilabda  | Férfi                  |
| Bronz | Nemzeti válogatott Vera Ðurašković Mersada Bećirspahić Jelica Komnenović Mira Bjedov Vukica Mitić Sanja Ožegović Sofija Pekić Marija Tonković Zorica Ðurković Vesna Despotović Biljana Majstorović Jasmina Perazić                                          | Kosárlabda | Női                    |
| Bronz | Šaban Sejdi | Birkózás   | Szabadfogás, 68 kg     |
| Bronz | Radomir Kovačević | Cselgáncs  | Férfi nehézsúly        |
| Bronz | Duško Mrduljaš Zlatko Celent Josip Reić | Evezés     | Férfi kormányos kettes |

## Atlétika
Férfi
| Versenyző                                            | Versenyszám     | Előfutam | Előfutam | Előfutam | Negyeddöntő | Negyeddöntő | Negyeddöntő | Elődöntő | Elődöntő | Elődöntő | Döntő   | Döntő    |
| Versenyző                                            | Versenyszám     | Idő      | Hely.    | Össz.    | Idő         | Hely.       | Össz.       | Idő      | Hely.    | Össz.    | Idő     | Helyezés |
| ---------------------------------------------------- | --------------- | -------- | -------- | -------- | ----------- | ----------- | ----------- | -------- | -------- | -------- | ------- | -------- |
| Aleksandar Popović                                   | 200 m           | 21,65    | 3.       | 29.      | 21,66       | 7.          | 30.         | kiesett  | kiesett  | kiesett  | kiesett | kiesett  |
| Josip Alebić                                         | 400 m           | 47,61    | 1.       | 26.      | 46,60       | 6.          | 20.*        | kiesett  | kiesett  | kiesett  | kiesett | kiesett  |
| Milovan Savić                                        | 800 m           | 1:49,17  | 2.       | 14.      |             |             |             | 1:47,57  | 5.       | 13.      | kiesett | kiesett  |
| Dragan Zdravković                                    | 1500 m          | 3:43,99  | 3.       | 15.      |             |             |             | 3:43,39  | 2.       | 10.      | 3:43,05 | 9.       |
| Borislav Pisić                                       | 110 m gát       | 14,13    | 5.       | 13.      |             |             |             | 14,16    | 7.       | 15.      | kiesett | kiesett  |
| Petar Vukičević                                      | 110 m gát       | 14,19    | 5.       | 15.      |             |             |             | 14,12    | 8.       | 14.      | kiesett | kiesett  |
| Rok Kopitar                                          | 400 m gát       | 50,34    | 3.       | 7.       |             |             |             | 50,55    | 2.       | 8.       | 49,67   | 5.       |
| Željko Knapić Milovan Savić Rok Kopitar Josip Alebić | 4 × 400 m váltó | 3:05,3   | 3.       | 7.       |             |             |             |          |          |          | kiesett | kiesett  |

| Versenyző        | Versenyszám | Selejtező | Selejtező | Döntő    | Döntő    |
| Versenyző        | Versenyszám | Eredmény  | Helyezés  | Eredmény | Helyezés |
| ---------------- | ----------- | --------- | --------- | -------- | -------- |
| Vaso Komnenić    | Magasugrás  | 221 cm    | 6.        | 224 cm   | 6.       |
| Nenad Stekić     | Távolugrás  | 575 cm    | 30.       | kiesett  | kiesett  |
| Milan Spasojević | Hármasugrás | 16,48 m   | 9.        | 16,09 m  | 10.      |
| Vladimir Milić   | Súlylökés   | 20,56 m   | 3.        | 20,07 m  | 8.       |

Női
| Versenyző    | Versenyszám | Előfutam | Előfutam | Előfutam | Döntő   | Döntő    |
| Versenyző    | Versenyszám | Idő      | Hely.    | Össz.    | Idő     | Helyezés |
| ------------ | ----------- | -------- | -------- | -------- | ------- | -------- |
| Breda Pergar | 1500 m      | 4:13,16  | 8.       | 15.      | kiesett | kiesett  |

| Versenyző                | Versenyszám | Selejtező | Selejtező | Döntő    | Döntő    |
| Versenyző                | Versenyszám | Eredmény  | Helyezés  | Eredmény | Helyezés |
| ------------------------ | ----------- | --------- | --------- | -------- | -------- |
| Lidija Benedetič-Lapajne | Magasugrás  | 180 cm    | 19.       | kiesett  | kiesett  |

* - egy másik versenyzővel azonos eredményt ért el

## Birkózás
Kötöttfogású
| Versenyző       | Versenyszám | 1. forduló                         | 2. forduló                             | 3. forduló                           | 4. forduló                     | 5. forduló              | Döntő             | Helyezés    |
| Versenyző       | Versenyszám | Ellenfél Eredmény                  | Ellenfél Eredmény                      | Ellenfél Eredmény                    | Ellenfél Eredmény              | Ellenfél Eredmény       | Ellenfél Eredmény | Helyezés    |
| --------------- | ----------- | ---------------------------------- | -------------------------------------- | ------------------------------------ | ------------------------------ | ----------------------- | ----------------- | ----------- |
| Ivica Frgić     | 62 kg       | Borisz Kramarenko (URS) · 1–19     | Ion Păun (ROU) · kizárták              | erőnyerő                             | Panajot Kirov (BUL) · kizárták | Tóth István (HUN) · 4–8 | kiesett           | 4.          |
| Ferenc Čaba     | 68 kg       | Lionel Lacaze (FRA) · kizárták     | Ivan Atanaszov (BUL) · 2–7             | Ştefan Rusu (ROU) · kétvállas        | kiesett                        | kiesett                 | kiesett           | helyezetlen |
| Karlo Kasap     | 74 kg       | Janko Sopov (BUL) · kizárták       | Kocsis Ferenc (HUN) · kizárták         | kiesett                              | kiesett                        | kiesett                 | kiesett           | helyezetlen |
| Darko Nišavić   | 90 kg       | José Poll (CUB) · kizárták         | Sztojan Nikolov (BUL) · kétvállas      | kiesett                              | kiesett                        | kiesett                 | kiesett           | helyezetlen |
| Refik Memišević | 100 kg      | Vasile Andrei (ROU) · kizárták     | Svend Erik Studsgaard (DEN) · kizárták | Georgios Poikilidis (GRE) · kizárták | Roman Bierła (POL) · 2–5       |                         | kiesett           | 4.          |
| Prvoslav Ilić   | +100 kg     | Alekszandar Tomov (BUL) · kizárták | Jawdat Jabra (SYR) · kétvállas         | Farkas József (HUN) · kizárták       | kiesett                        |                         | kiesett           | 5.          |

Szabadfogású
| Versenyző      | Versenyszám | 1. forduló                              | 2. forduló                          | 3. forduló                          | 4. forduló                            | 5. forduló                  | 6. forduló        | Döntő                                                                                       | Helyezés    |
| Versenyző      | Versenyszám | Ellenfél Eredmény                       | Ellenfél Eredmény                   | Ellenfél Eredmény                   | Ellenfél Eredmény                     | Ellenfél Eredmény           | Ellenfél Eredmény | Ellenfél Eredmény                                                                           | Helyezés    |
| -------------- | ----------- | --------------------------------------- | ----------------------------------- | ----------------------------------- | ------------------------------------- | --------------------------- | ----------------- | ------------------------------------------------------------------------------------------- | ----------- |
| Koce Efremov   | 52 kg       | Mohammad Aynutdin (AFG) · kétvállas     | Mohamed Hachaichi (ALG) · kétvállas | Nermedin Szelimov (BUL) · kétvállas | Anatolij Beloglazov (URS) · kétvállas | kiesett                     | kiesett           | kiesett                                                                                     | 7.          |
| Šaban Sejdi    | 68 kg       | Zsigmond Kelevitz (AUS) · kizárták      | José Ramos (CUB) · 10–3             | Oscar Segers (BEL) · kétvállas      | Pekka Rauhala (FIN) · kétvállas       | Eberhard Probst (GDR) · 6–2 |                   | 1. mérkőzés · Szajpulla Abszaidov (URS) · kétvállas · 2. mérkőzés · Ivan Jankov (BUL) · 2–6 |             |
| Kiro Ristov    | 74 kg       | Dan Karabin (TCH) · 2–9                 | Fehér István (HUN) · 6–8            | kiesett                             | kiesett                               | kiesett                     | kiesett           | kiesett                                                                                     | helyezetlen |
| Abdulah Memedi | 82 kg       | Abdul Rahman Mohammed (IRQ) · kétvállas | erőnyerő                            | Kovács István (HUN) · 3–4           | Iszmail Abilov (BUL) · kétvállas      | kiesett                     |                   | kiesett                                                                                     | 5.          |

## Cselgáncs
| Versenyző         | Versenyszám  | Csoport | 32-es főtábla              | Nyolcaddöntő                          | Negyeddöntő                    | Elődöntő          | Vigaszág negyeddöntő    | Vigaszág elődöntő      | Bronz- mérkőzés                         | Döntő             | Helyezés |
| Versenyző         | Versenyszám  | Csoport | Ellenfél Eredmény          | Ellenfél Eredmény                     | Ellenfél Eredmény              | Ellenfél Eredmény | Ellenfél Eredmény       | Ellenfél Eredmény      | Ellenfél Eredmény                       | Ellenfél Eredmény | Helyezés |
| ----------------- | ------------ | ------- | -------------------------- | ------------------------------------- | ------------------------------ | ----------------- | ----------------------- | ---------------------- | --------------------------------------- | ----------------- | -------- |
| Franc Očko        | Harmatsúly   | A       | Raymond Neenan (GBR) · V   | kiesett                               | kiesett                        | kiesett           |                         |                        |                                         |                   | 19.      |
| Vojo Vujević      | Könnyűsúly   | B       | Christian Dyot (FRA) · V   | kiesett                               | kiesett                        | kiesett           |                         |                        |                                         |                   | 19.      |
| Slavko Sikirić    | Váltósúly    | A       | erőnyerő                   | Juan Ferrer (CUB) · V                 |                                |                   | Dave McManus (IRL) · GY | Ignacio Sanz (ESP) · V | kiesett                                 |                   | 7.       |
| Slavko Obadov     | Középsúly    | A       | erőnyerő                   | José Antonio Cechini (ESP) · GY       | Aleksandrs Jackēvičs (URS) · V | kiesett           |                         |                        |                                         |                   | 10.      |
| Rajko Kušić       | Félnehézsúly | A       | Alassane Thioub (SEN) · GY | Rolando José Tornes (CUB) · V         | kiesett                        | kiesett           |                         |                        |                                         |                   | 13.      |
| Radomir Kovačević | Nehézsúly    | B       | Güsemiin Jalaa (MGL) · GY  | Vitalij Kuznyecov (URS) · GY          | Dimitar Zaprjanov (BUL) · V    |                   |                         |                        | Kim Mjonggju (Kim Myong-Gyu) (PRK) · GY |                   |          |
| Radomir Kovačević | Nyílt        | B       | erőnyerő                   | Angelo Parisi (FRA) · mérkőzés nélkül | kiesett                        | kiesett           |                         |                        |                                         |                   | 15.      |

## Evezés
Férfi
| Versenyző                                                                 | Versenyszám      | Előfutam | Előfutam | Vigaszág | Vigaszág | Döntő | Döntő   | Döntő | Helyezés |
| Versenyző                                                                 | Versenyszám      | Idő      | Hely.    | Idő      | Hely.    | Típus | Idő     | Hely. | Helyezés |
| ------------------------------------------------------------------------- | ---------------- | -------- | -------- | -------- | -------- | ----- | ------- | ----- | -------- |
| Zoran Pančić Milorad Stanulov                                             | Kétpárevezős     | 7:04,57  | 2.       | 6:36,46  | 1.       | A     | 6:26,34 | 2.    |          |
| Duško Mrduljaš Zlatko Celent Josip Reić                                   | Kormányos kettes | 7:39,39  | 3.       | 7:19,22  | 1.       | A     | 7:04,92 | 3.    |          |
| Milan Arežina Darko Zibar Dragan Obradović Nikola Stefanović              | Négypárevezős    | 6:13,96  | 1.       | erőnyerő | erőnyerő | A     | 6:10,76 | 6.    | 6.       |
| Milan Ćulibrk Vladimir Krstić Božidar Ðorđević Dušan Kovačević Saša Mimić | Kormányos négyes | 7:00,58  | 5.       | 6:43,94  | 4.       | B     | 6:37,15 | 4.    | 10.      |

## Íjászat
| Versenyző      | Versenyszám  | 1. forduló | 1. forduló | 2. forduló | 2. forduló | Összesítés | Összesítés |
| Versenyző      | Versenyszám  | Pont       | Hely.      | Pont       | Hely.      | Pont       | Helyezés   |
| -------------- | ------------ | ---------- | ---------- | ---------- | ---------- | ---------- | ---------- |
| Zoran Matković | Férfi egyéni | 1187       | 16.        | 1223       | 5.         | 2410       | 11.        |

## Kajak-kenu
Férfi
| Versenyző                   | Versenyszám        | Előfutam | Előfutam | Előfutam | Vigaszág | Vigaszág | Vigaszág | Elődöntő | Elődöntő | Elődöntő | Döntő   | Döntő    |
| Versenyző                   | Versenyszám        | Idő      | Hely.    | Össz.    | Idő      | Hely.    | Össz.    | Idő      | Hely.    | Össz.    | Idő     | Helyezés |
| --------------------------- | ------------------ | -------- | -------- | -------- | -------- | -------- | -------- | -------- | -------- | -------- | ------- | -------- |
| Milan Janić                 | Kajak egyes 500 m  | 1:46,62  | 2.       | 8.       | erőnyerő | erőnyerő | erőnyerő | 1:46,92  | 2.       | 7.       | 1:45,63 | 4.       |
| Milan Janić                 | Kajak egyes 1000 m | 3:47,77  | 1.       | 7.       | erőnyerő | erőnyerő | erőnyerő | 3:53,34  | 1.       | 5.       | 3:53,50 | 7.       |
| Matija Ljubek               | Kenu egyes 500 m   | 2:01,20  | 6.       | 10.      | 1:58,25  | 3.       | 3.       |          |          |          | 2:03,43 | 9.       |
| Matija Ljubek               | Kenu egyes 1000 m  | 4:05,21  | 4.       | 4.       | 4:20,51  | 3.       | 3.       |          |          |          | 4:22,40 | 8.       |
| Matija Ljubek Mirko Nišović | Kenu kettes 1000 m | 3:47,85  | 5.       | 10.      | 3:55,52  | 2.       | 2.       |          |          |          | 3:51,30 | 4.       |

## Kerékpározás

### Országúti kerékpározás
Férfi
| Versenyző                                            | Versenyszám     | Idő               | Helyezés      |
| ---------------------------------------------------- | --------------- | ----------------- | ------------- |
| Bruno Bulić                                          | Mezőnyverseny   | 5:10:36 (+22:07)  | 50.           |
| Vinko Polončič                                       | Mezőnyverseny   | nem ért célba     | nem ért célba |
| Bojan Ropret                                         | Mezőnyverseny   | nem ért célba     | nem ért célba |
| Bojan Udovič                                         | Mezőnyverseny   | nem ért célba     | nem ért célba |
| Bruno Bulić Vinko Polončič Bojan Ropret Bojan Udovič | Csapat időfutam | 2:07:12,0 (+5:50) | 8.            |

## Kézilabda

### Férfi
| Jugoszláv férfi kézilabdacsapat-játékoskeret                                                                   | Jugoszláv férfi kézilabdacsapat-játékoskeret                                                                    |
| --- | --- |
| - Adnan Dizdar - Drago Jovović - Enver Koso - Goran Nerić - Jasmin Mrkonja - Jovica Cvetković - Jovan Elezović | - Mile Isaković - Momir Rnić - Pavao Jurina - Peter Mahne - Stjepan Obran - Velibor Nenadić - Zlatan Arnautović |

#### Eredmények
Csoportkör
B csoport
| Csapat            | M | Gy | D | V | G+  | G–  | Gk   | P |
| ----------------- | - | -- | - | - | --- | --- | ---- | - |
| Szovjetunió (URS) | 5 | 4  | 0 | 1 | 134 | 75  | +59  | 8 |
| Jugoszlávia (YUG) | 5 | 4  | 0 | 1 | 132 | 92  | +40  | 8 |
| Románia (ROU)     | 5 | 4  | 0 | 1 | 119 | 88  | +31  | 8 |
| Svájc (SUI)       | 5 | 2  | 0 | 3 | 110 | 98  | +12  | 4 |
| Algéria (ALG)     | 5 | 1  | 0 | 4 | 94  | 124 | –30  | 2 |
| Kuvait (KUW)      | 5 | 0  | 0 | 5 | 64  | 176 | –112 | 0 |

| 1980. július 20. 17:00 | Jugoszlávia (YUG) | 22–18 | Algéria (ALG) |  |
| 1980. július 20. 17:00 | (12–10)           |       |               |  |
| 1980. július 20. 17:00 |                   |       |               |  |

| 1980. július 22. 20:00 | Jugoszlávia (YUG) | 26–21 | Svájc (SUI) |  |
| 1980. július 22. 20:00 | (12–8)            |       |             |  |
| 1980. július 22. 20:00 |                   |       |             |  |

| 1980. július 24. 20:00 | Jugoszlávia (YUG) | 23–21 | Románia (ROU) |  |
| 1980. július 24. 20:00 | (12–9)            |       |               |  |
| 1980. július 24. 20:00 |                   |       |               |  |

| 1980. július 26. 18:30 | Jugoszlávia (YUG) | 44–10 | Kuvait (KUW) |  |
| 1980. július 26. 18:30 | (24–5)            |       |              |  |
| 1980. július 26. 18:30 |                   |       |              |  |

| 1980. július 28. 20:00 | Szovjetunió (URS) | 22–17 | Jugoszlávia (YUG) |  |
| 1980. július 28. 20:00 | (12–9)            |       |                   |  |
| 1980. július 28. 20:00 |                   |       |                   |  |

Az 5. helyért
| 1980. július 30. 14:00 | Spanyolország (ESP) | 24–23 | Jugoszlávia (YUG) |  |
| 1980. július 30. 14:00 | (12–7)              |       |                   |  |
| 1980. július 30. 14:00 |                     |       |                   |  |

| Csapat            | Helyezés |
| ----------------- | -------- |
| Jugoszlávia (YUG) | 6.       |

### Női
| Jugoszláv női kézilabdacsapat-játékoskeret                                                                                             | Jugoszláv női kézilabdacsapat-játékoskeret                                                                                    |
| --- | --- |
| - Ana Titlić - Slavica Jeremić - Zorica Vojinović - Radmila Drljača - Katica Ileš - Mirjana Ognjenović - Svetlana Anastasovski-Obućina | - Rada Savić - Svetlana Dašić-Kitić - Mirjana Ðurica - Biserka Višnjić - Vesna Radović - Jasna Kolar-Merdan - Vesna Milošević |

#### Eredmények
Csoportkör
| 1980. július 21. 20:00 | Magyarország (HUN) | 10–19 | Jugoszlávia (YUG) |  |
| 1980. július 21. 20:00 | (4–8)              |       |                   |  |
| 1980. július 21. 20:00 |                    |       |                   |  |

| 1980. július 23. 20:00 | NDK (GDR) | 15–15 | Jugoszlávia (YUG) |  |
| 1980. július 23. 20:00 | (8–6)     |       |                   |  |
| 1980. július 23. 20:00 |           |       |                   |  |

| 1980. július 25. 20:00 | Csehszlovákia (TCH) | 15–25 | Jugoszlávia (YUG) |  |
| 1980. július 25. 20:00 | (7–13)              |       |                   |  |
| 1980. július 25. 20:00 |                     |       |                   |  |

| 1980. július 27. 17:00 | Szovjetunió (URS) | 18–9 | Jugoszlávia (YUG) |  |
| 1980. július 27. 17:00 | (10–4)            |      |                   |  |
| 1980. július 27. 17:00 |                   |      |                   |  |

| 1980. július 29. 13:00 | Jugoszlávia (YUG) | 39–9 | Kongói Népköztársaság (CGO) |  |
| 1980. július 29. 13:00 | (16–5)            |      |                             |  |
| 1980. július 29. 13:00 |                   |      |                             |  |

Végeredmény
| Helyezés | Csapat                      | M | Gy | D | V | G+  | G–  | Gk   | P  |
| -------- | --------------------------- | - | -- | - | - | --- | --- | ---- | -- |
| Arany    | Szovjetunió (URS)           | 5 | 5  | 0 | 0 | 99  | 52  | +47  | 10 |
| Ezüst    | Jugoszlávia (YUG)           | 5 | 3  | 1 | 1 | 107 | 67  | +40  | 7  |
| Bronz    | NDK (GDR)                   | 5 | 3  | 1 | 1 | 91  | 58  | +33  | 7  |
| 4.       | Magyarország (HUN)          | 5 | 1  | 1 | 3 | 80  | 74  | +6   | 3  |
| 5.       | Csehszlovákia (TCH)         | 5 | 1  | 1 | 3 | 65  | 78  | –13  | 3  |
| 6.       | Kongói Népköztársaság (CGO) | 5 | 0  | 0 | 5 | 46  | 159 | –113 | 0  |

| Csapat            | Helyezés |
| ----------------- | -------- |
| Jugoszlávia (YUG) |          |

## Kosárlabda

### Férfi
| Jugoszláv férfi kosárlabdacsapat-játékoskeret                                                           | Jugoszláv férfi kosárlabdacsapat-játékoskeret                                                               |
| --- | --- |
| - Mihovil Nakić-Vojnović - Dragan Kićanović - Branko Skroče - Rajko Žižić - Željko Jerkov - Andro Knego | - Zoran Slavnić - Ratko Radovanović - Duje Krstulović - Krešimir Ćosić - Dražen Dalipagić - Mirza Delibašić |

#### Eredmények
Csoportkör
B csoport
| Csapat              | M | Gy | V | P+  | P–  | Pk  |
| ------------------- | - | -- | - | --- | --- | --- |
| Jugoszlávia (YUG)   | 3 | 3  | 0 | 328 | 249 | +79 |
| Spanyolország (ESP) | 3 | 2  | 1 | 286 | 241 | +45 |
| Lengyelország (POL) | 3 | 1  | 2 | 256 | 294 | –38 |
| Szenegál (SEN)      | 3 | 0  | 3 | 196 | 282 | –86 |

| 1980. július 21. | Jugoszlávia (YUG) | 104–67 | Szenegál (SEN) |  |
| 1980. július 21. | (59–39)           |        |                |  |

| 1980. július 22. | Jugoszlávia (YUG) | 129–91 | Lengyelország (POL) |  |
| 1980. július 22. | (61–43)           |        |                     |  |

| 1980. július 23. | Jugoszlávia (YUG) | 95–91 | Spanyolország (ESP) |  |
| 1980. július 23. | (45–50)           |       |                     |  |

Középdöntő
- A táblázat tartalmazza
  - az A csoportban lejátszott Szovjetunió–Brazília 101–88-as,
  - a B csoportban lejátszott Jugoszlávia–Spanyolország 95–91-es,
  - a C csoportban lejátszott Olaszország–Kuba 79–72-es eredményét is.

| Csapat              | M | Gy | V | P+  | P–  | Pk  |
| ------------------- | - | -- | - | --- | --- | --- |
| Jugoszlávia (YUG)   | 5 | 5  | 0 | 506 | 442 | +64 |
| Olaszország (ITA)   | 5 | 3  | 2 | 419 | 438 | –19 |
| Szovjetunió (URS)   | 5 | 3  | 2 | 505 | 468 | +37 |
| Spanyolország (ESP) | 5 | 2  | 3 | 488 | 485 | +3  |
| Brazília (BRA)      | 5 | 2  | 3 | 448 | 477 | –29 |
| Kuba (CUB)          | 5 | 0  | 5 | 434 | 490 | –56 |

| 1980. július 25. | Jugoszlávia (YUG) | 102–81 | Olaszország (ITA) |  |
| 1980. július 25. | (48–38)           |        |                   |  |

| 1980. július 26. | Jugoszlávia (YUG) | 112–84 | Kuba (CUB) |  |
| 1980. július 26. | (55–41)           |        |            |  |

| 1980. július 27. | Jugoszlávia (YUG) | 101–91 | Szovjetunió (URS) |  |
| 1980. július 27. | (48–42)           |        |                   |  |

| 1980. július 29. | Jugoszlávia (YUG) | 96–95 | Brazília (BRA) |  |
| 1980. július 29. | (47–49)           |       |                |  |

Döntő
| 1980. július 30. | Jugoszlávia (YUG) | 86–77 | Olaszország (ITA) |  |
| 1980. július 30. | (42–37)           |       |                   |  |

| Csapat            | Helyezés |
| ----------------- | -------- |
| Jugoszlávia (YUG) |          |

### Női
| Jugoszláv női kosárlabdacsapat-játékoskeret                                                               | Jugoszláv női kosárlabdacsapat-játékoskeret                                                                   |
| --- | --- |
| - Vera Ðurašković - Mersada Bećirspahić - Jelica Komnenović - Mira Bjedov - Vukica Mitić - Sanja Ožegović | - Sofija Pekić - Marija Tonković - Zorica Ðurković - Vesna Despotović - Biljana Majstorović - Jasmina Perazić |

#### Eredmények
Csoportkör
| Csapat             | M | Gy | V | P+  | P–  | Pk   |
| ------------------ | - | -- | - | --- | --- | ---- |
| Szovjetunió (URS)  | 5 | 5  | 0 | 553 | 316 | +237 |
| Bulgária (BUL)     | 5 | 4  | 1 | 440 | 405 | +35  |
| Jugoszlávia (YUG)  | 5 | 3  | 2 | 356 | 364 | –8   |
| Magyarország (HUN) | 5 | 2  | 3 | 344 | 407 | –63  |
| Kuba (CUB)         | 5 | 1  | 4 | 346 | 403 | –57  |
| Olaszország (ITA)  | 5 | 0  | 5 | 308 | 452 | –144 |

| 1980. július 20. | Szovjetunió (URS) | 97–62 | Jugoszlávia (YUG) |  |
| 1980. július 20. | (58–27)           |       |                   |  |

| 1980. július 22. | Jugoszlávia (YUG) | 85–81 | Kuba (CUB) |  |
| 1980. július 22. | (42–36)           |       |            |  |

| 1980. július 24. | Jugoszlávia (YUG) | 61–48 | Magyarország (HUN) |  |
| 1980. július 24. | (28–26)           |       |                    |  |

| 1980. július 25. | Jugoszlávia (YUG) | 69–57 | Olaszország (ITA) |  |
| 1980. július 25. | (33–29)           |       |                   |  |

| 1980. július 28. | Bulgária (BUL) | 81–79 | Jugoszlávia (YUG) |  |
| 1980. július 28. | (44–41)        |       |                   |  |

Bronzmérkőzés
| 1980. július 30. | Jugoszlávia (YUG) | 68–65 | Magyarország (HUN) |  |
| 1980. július 30. | (39–29)           |       |                    |  |

| Csapat            | Helyezés |
| ----------------- | -------- |
| Jugoszlávia (YUG) |          |

## Labdarúgás
| Jugoszláv labdarúgócsapat-játékoskeret | Jugoszláv labdarúgócsapat-játékoskeret |
| --- | --- |
| - Ante Miročević - Boro Primorac - Dragan Pantelić - Dušan Pešić - Dževad Šećerbegović - Ivan Gudelj - Milan Jovin - Miloš Hrstić - Miloš Šestić | - Mišo Krstičević - Nikica Klincsarszki - Srebrenko Repčić - Tomislav Ivković - Vladimir Matijević - Zlatko Vujović - Zoran Vujović - Nikica Cukrov |

### Eredmények
Csoportkör
D csoport
| Csapat      | M | Gy | D | V | G+ | G– | Gk | P |
| ----------- | - | -- | - | - | -- | -- | -- | - |
| Jugoszlávia | 3 | 2  | 1 | 0 | 6  | 3  | +3 | 5 |
| Irak        | 3 | 1  | 2 | 0 | 4  | 1  | +3 | 4 |
| Finnország  | 3 | 1  | 1 | 1 | 3  | 2  | +1 | 3 |
| Costa Rica  | 3 | 0  | 0 | 3 | 2  | 9  | –7 | 0 |

| 1980. július 21. 12:00 |

| Jugoszlávia (YUG)           | 2–0               | Finnország |
| --------------------------- | ----------------- | ---------- |
| Šećerbegović 56' Šestić 58' | (0–0) Jegyzőkönyv |            |

| Dinamo Stadion, Minszk Játékvezető: Mario Rubio Vázquez (mexikói) |

| 1980. július 23. 12:00 |

| Jugoszlávia (YUG)                  | 3–2               | Costa Rica           |
| ---------------------------------- | ----------------- | -------------------- |
| Zlatko Vujović 6' 54' Primorac 24' | (2–1) Jegyzőkönyv | White 35' Arroyo 90' |

| Dinamo Stadion, Minszk Játékvezető: Bassey Eyo-Honesty (nigériai) |

| 1980. július 25. 12:00 |

| Jugoszlávia (YUG) | 1–1               | Irak       |
| ----------------- | ----------------- | ---------- |
| Zoran Vujović 63' | (0–0) Jegyzőkönyv | Hassan 61' |

| Dinamo Stadion, Minszk Játékvezető: André Daina (svájci) |

Negyeddöntő
| 1980. július 27. 12:00 |

| Jugoszlávia (YUG)                         | 3–0               | Algéria |
| ----------------------------------------- | ----------------- | ------- |
| Miročević 5' Šestić 19' Zoran Vujović 70' | (2–0) Jegyzőkönyv |         |

| Dinamo Stadion, Minszk Játékvezető: Klaus Scheurell (kelet-német) |

Elődöntő
| 1980. július 29. 13:00 |

| Csehszlovákia (TCH)  | 2–0               | Jugoszlávia |
| -------------------- | ----------------- | ----------- |
| Lička 4' Šreiner 18' | (2–0) Jegyzőkönyv |             |

| Dinamo Stadion, Moszkva Nézőszám: 48 000 Játékvezető: Franz Wöhrer (osztrák) |

Bronzmérkőzés
| 1980. augusztus 1. 12:00 |

| Szovjetunió (URS)           | 2–0               | Jugoszlávia |
| --------------------------- | ----------------- | ----------- |
| Oganeszjan 67' Andrejev 82' | (0–0) Jegyzőkönyv |             |

| Dinamo Stadion, Moszkva Nézőszám: 45 000 Játékvezető: Bob Valentine (skót) |

| Csapat            | Helyezés |
| ----------------- | -------- |
| Jugoszlávia (YUG) | 4.       |

## Ökölvívás
| Versenyző         | Versenyszám   | Selejtező         | 32-es főtábla                  | Nyolcaddöntő                     | Negyeddöntő                 | Elődöntő                  | Döntő                     | Helyezés |
| Versenyző         | Versenyszám   | Ellenfél Eredmény | Ellenfél Eredmény              | Ellenfél Eredmény                | Ellenfél Eredmény           | Ellenfél Eredmény         | Ellenfél Eredmény         | Helyezés |
| ----------------- | ------------- | ----------------- | ------------------------------ | -------------------------------- | --------------------------- | ------------------------- | ------------------------- | -------- |
| Fazlija Šaćirović | Harmatsúly    | erőnyerő          | Veli Koota (FIN) · RSC         | kiesett                          | kiesett                     | kiesett                   | kiesett                   | 17.      |
| Dejan Marović     | Pehelysúly    | erőnyerő          | Miroslav Šandor (TCH) · 5:0    | Krzysztof Kosedowski (POL) · 1:4 | kiesett                     | kiesett                   | kiesett                   | 9.       |
| Geza Tumbas       | Könnyűsúly    |                   | Norm Stevens (AUS) · 4:1       | Angel Herrera (CUB) · 0:5        | kiesett                     | kiesett                   | kiesett                   | 9.       |
| Ace Rusevski      | Kisváltósúly  |                   | Margarit Atanaszov (BUL) · 4:1 | Boualem Bel Alouane (ALG) · 5:p  | Patrizio Oliva (ITA) · 2:3  | kiesett                   | kiesett                   | 5.       |
| Mehmet Bogujevci  | Váltósúly     |                   | Mohamed Al Moukdad (LIB) · 5:0 | Michael Pillay (SEY) · KO        | John Mugabi (UGA) · KO      | kiesett                   | kiesett                   | 5.       |
| Miodrag Perunović | Nagyváltósúly |                   | erőnyerő                       | Nicky Wilshire (GBR) · 2:3       | kiesett                     | kiesett                   | kiesett                   | 9.       |
| Damir Škaro       | Középsúly     |                   | Viktor Szavcsenko (URS) · RSC  | kiesett                          | kiesett                     | kiesett                   | kiesett                   | 17.      |
| Slobodan Kačar    | Félnehézsúly  |                   |                                | Michael Nassoro (TAN) · RSC      | Davit Kvacsadze (URS) · 4:1 | Herbert Bauch (GDR) · RSC | Paweł Skrzecz (POL) · 4:1 |          |
| Aziz Salihu       | Nehézsúly     |                   |                                | Pjotr Zajev (URS) · 0:5          | kiesett                     | kiesett                   | kiesett                   | 9.       |

RSC – a mérkőzésvezető megállította a mérkőzést

## Röplabda

### Férfi
| Jugoszláv férfi röplabdacsapat-játékoskeret                                                         | Jugoszláv férfi röplabdacsapat-játékoskeret                                                                         |
| --------------------------------------------------------------------------------------------------- | --- |
| - Vladimir Bogoevski - Ivica Jelić - Boro Jović - Mladen Kašić - Zdravko Kuljić - Slobodan Lozančić | - Radovan Malević - Miodrag Mitić - Goran Srbinovski - Aleksandar Tasevski - Ljubomir Travica - Vladimir Trifunović |

#### Eredmények
Csoportkör
B csoport
|                     |      | Mérkőzések | Mérkőzések | Szettek | Szettek | Szettek | Pontok | Pontok | Pontok |
| Csapat              | Pont | Gy         | V          | Sz+     | Sz–     | SzA     | P+     | P–     | PA     |
| ------------------- | ---- | ---------- | ---------- | ------- | ------- | ------- | ------ | ------ | ------ |
| Lengyelország (POL) | 7    | 3          | 1          | 11      | 5       | 2,200   | 221    | 172    | 1,285  |
| Románia (ROU)       | 7    | 3          | 1          | 10      | 5       | 2,000   | 215    | 138    | 1,558  |
| Brazília (BRA)      | 6    | 2          | 2          | 9       | 8       | 1,125   | 215    | 196    | 1,097  |
| Jugoszlávia (YUG)   | 6    | 2          | 2          | 8       | 8       | 1,000   | 189    | 177    | 1,068  |
| Líbia (LBA)         | 4    | 0          | 4          | 0       | 12      | 0,000   | 23     | 180    | 0,128  |

| 1980. július 20. 17:30 | Lengyelország (POL)        | 3–1 | Jugoszlávia (YUG) |  |
| 1980. július 20. 17:30 | (15–11, 11–15, 15–3, 15–7) |     |                   |  |

| 1980. július 22. 17:30 | Jugoszlávia (YUG)                 | 3–2 | Brazília (BRA) |  |
| 1980. július 22. 17:30 | (8–15, 15–12, 10–15, 15–4, 15–12) |     |                |  |

| 1980. július 26. 19:30 | Románia (ROU)              | 3–1 | Jugoszlávia (YUG) |  |
| 1980. július 26. 19:30 | (15–9, 16–14, 8–15, 15–12) |     |                   |  |

| 1980. július 28. 19:30 | Jugoszlávia (YUG)  | 3–0 | Líbia (LBA) |  |
| 1980. július 28. 19:30 | (15–2, 15–1, 15–1) |     |             |  |

Az 5–8. helyért
| 1980. július 31. 19:30 | Jugoszlávia (YUG)                 | 3–2 | Kuba (CUB) |  |
| 1980. július 31. 19:30 | (12–15, 5–15, 15–12, 16–14, 15–2) |     |            |  |

Az 5. helyért
| 1980. július 31. 20:20 | Brazília (BRA)                   | 3–2 | Jugoszlávia (YUG) |  |
| 1980. július 31. 20:20 | (14–16, 15–9, 8–15, 15–10, 15–8) |     |                   |  |

| Csapat            | Helyezés |
| ----------------- | -------- |
| Jugoszlávia (YUG) | 6.       |

## Sportlövészet
Nyílt
| Versenyző           | Versenyszám           | Pont | Helyezés |
| ------------------- | --------------------- | ---- | -------- |
| Franc Peternel      | Gyorstüzelő pisztoly  | 585  | 23.      |
| Zdravko Milutinović | Sportpuska, összetett | 1143 | 21.      |
| Zdravko Milutinović | Sportpuska, fekvő     | 595  | 15.      |
| Srećko Pejović      | Sportpuska, fekvő     | 587  | 47.      |
| Srećko Pejović      | Sportpuska, összetett | 1147 | 17.      |

## Súlyemelés
| Versenyző      | Versenyszám | Szakítás | Szakítás | Lökés    | Lökés    | Összesen | Helyezés |
| Versenyző      | Versenyszám | Eredmény | Helyezés | Eredmény | Helyezés | Összesen | Helyezés |
| -------------- | ----------- | -------- | -------- | -------- | -------- | -------- | -------- |
| Dušan Mirković | 75 kg       | 127,5    | 13.      | 162,5    | 11.      | 290,0    | 12.      |
| Vladimir Zrnić | 82,5 kg     | 142,5    | 12.      | 187,5    | 8.       | 330,0    | 9.       |

## Úszás
Férfi
| Versenyző     | Versenyszám  | Előfutam | Előfutam | Előfutam | Elődöntő | Elődöntő | Elődöntő | Döntő    | Döntő    |
| Versenyző     | Versenyszám  | Idő      | Hely.    | Össz.    | Idő      | Hely.    | Össz.    | Idő      | Helyezés |
| ------------- | ------------ | -------- | -------- | -------- | -------- | -------- | -------- | -------- | -------- |
| Borut Petrič  | 200 m gyors  | 1:56,51  | 6.       | 32.      |          |          |          | kiesett  | kiesett  |
| Borut Petrič  | 400 m gyors  | 3:59,63  | 3.       | 16.      |          |          |          | kiesett  | kiesett  |
| Borut Petrič  | 1500 m gyors | 15:31,53 | 2.       | 7.       |          |          |          | 15:21,78 | 5.       |
| Darjan Petrič | 1500 m gyors | 15:47,49 | 4.       | 12.      |          |          |          | kiesett  | kiesett  |
| Darjan Petrič | 400 m gyors  | 4:03,54  | 4.       | 19.      |          |          |          | kiesett  | kiesett  |
| Nenad Miloš   | 100 m hát    | 1:00,41  | 5.       | 24.      | kiesett  | kiesett  | kiesett  | kiesett  | kiesett  |
| Nenad Miloš   | 200 m hát    | 2:07,51  | 5.       | 17.      |          |          |          | kiesett  | kiesett  |

## Vitorlázás
Nyílt
| Versenyző                  | Versenyszám     | Futam | Futam | Futam  | Futam | Futam   | Futam | Futam | Pontszám | Helyezés |
| Versenyző                  | Versenyszám     | 1     | 2     | 3      | 4     | 5       | 6     | 7     | Pontszám | Helyezés |
| -------------------------- | --------------- | ----- | ----- | ------ | ----- | ------- | ----- | ----- | -------- | -------- |
| Minski Fabris              | Finn dingi      | 19,0  | 8,0   | 16,0   | 20,0  | (28,0*) | 11,7  | 17,0  | 91,7     | 11.      |
| Danko Mandić Zoran Kalebić | Repülő hollandi | 15,0  | 14,0  | (17,0) | 3,0   | 16,0    | 16,0  | 10,0  | 74,0     | 9.       |

* - nem ért célba

## Vízilabda
| Jugoszláv férfi vízilabdacsapat-játékoskeret                                            | Jugoszláv férfi vízilabdacsapat-játékoskeret                                                   |
| --------------------------------------------------------------------------------------- | ---------------------------------------------------------------------------------------------- |
| - Luka Vezilić - Zoran Gopčević - Damir Polić - Ratko Rudić - Zoran Mustur - Zoran Roje | - Milivoj Bebić - Slobodan Trifunović - Boško Lozica - Predrag Manojlović - Milorad Krivokapić |

### Eredmények
Csoportkör
C csoport
| Csapat            | M | Gy | D | V | G+ | G– | Gk  | P |
| ----------------- | - | -- | - | - | -- | -- | --- | - |
| Jugoszlávia (YUG) | 3 | 2  | 1 | 0 | 24 | 10 | +14 | 5 |
| Kuba (CUB)        | 3 | 2  | 1 | 0 | 19 | 11 | +8  | 5 |
| Ausztrália (AUS)  | 3 | 1  | 0 | 2 | 15 | 20 | –5  | 2 |
| Bulgária (BUL)    | 3 | 0  | 0 | 3 | 8  | 25 | –17 | 0 |

| 1980. július 20. 13:00 | Jugoszlávia (YUG)    | 6–6 | Kuba (CUB) |  |
| 1980. július 20. 13:00 | (2–4, 1–1, 1–0, 2–1) |     |            |  |
| 1980. július 20. 13:00 |                      |     |            |  |

| 1980. július 21. 13:00 | Jugoszlávia (YUG)    | 9–2 | Bulgária (BUL) |  |
| 1980. július 21. 13:00 | (1–1, 2–0, 2–1, 4–0) |     |                |  |
| 1980. július 21. 13:00 |                      |     |                |  |

| 1980. július 22. 13:00 | Jugoszlávia (YUG)    | 9–2 | Ausztrália (AUS) |  |
| 1980. július 22. 13:00 | (0–0, 3–0, 2–1, 4–1) |     |                  |  |
| 1980. július 22. 13:00 |                      |     |                  |  |

Döntő csoportkör
| 1980. július 24. 18:00 | Jugoszlávia (YUG)    | 7–7 | Kuba (CUB) |  |
| 1980. július 24. 18:00 | (1–1, 4–3, 1–1, 1–2) |     |            |  |
| 1980. július 24. 18:00 |                      |     |            |  |

| 1980. július 25. 16:00 | Magyarország (HUN)   | 7–8 | Jugoszlávia (YUG) |  |
| 1980. július 25. 16:00 | (2–3, 2–2, 0–1, 3–2) |     |                   |  |
| 1980. július 25. 16:00 |                      |     |                   |  |

| 1980. július 26. 17:00 | Hollandia (NED)      | 4–5 | Jugoszlávia (YUG) |  |
| 1980. július 26. 17:00 | (0–1, 1–1, 0–2, 3–1) |     |                   |  |
| 1980. július 26. 17:00 |                      |     |                   |  |

| 1980. július 28. 18:00 | Spanyolország (ESP)  | 6–7 | Jugoszlávia (YUG) |  |
| 1980. július 28. 18:00 | (1–2, 1–1, 2–4, 2–0) |     |                   |  |
| 1980. július 28. 18:00 |                      |     |                   |  |

| 1980. július 29. 17:00 | Szovjetunió (URS)    | 8–7 | Jugoszlávia (YUG) |  |
| 1980. július 29. 17:00 | (3–2, 2–2, 1–0, 2–3) |     |                   |  |
| 1980. július 29. 17:00 |                      |     |                   |  |

Végeredmény
| Csapat              | M | Gy | D | V | G+ | G– | Gk  | P  |
| ------------------- | - | -- | - | - | -- | -- | --- | -- |
| Szovjetunió (URS)   | 5 | 5  | 0 | 0 | 34 | 21 | +13 | 10 |
| Jugoszlávia (YUG)   | 5 | 3  | 1 | 1 | 34 | 32 | +2  | 7  |
| Magyarország (HUN)  | 5 | 3  | 0 | 2 | 32 | 30 | +2  | 6  |
| Spanyolország (ESP) | 5 | 2  | 0 | 3 | 28 | 31 | –3  | 4  |
| Kuba (CUB)          | 5 | 0  | 2 | 3 | 31 | 38 | –7  | 2  |
| Hollandia (NED)     | 5 | 0  | 1 | 4 | 26 | 33 | –7  | 1  |

| Csapat            | Helyezés |
| ----------------- | -------- |
| Jugoszlávia (YUG) |          |